# فيراري 641
سيارة فيراري 641 (المعروفة أيضًا باسم Ferrari F1-90)  هي سيارة سباق Formula One التي قرر فريق Ferrari أن يشارك في بطولة العالم للفورمولا 1 عام 1990 بها مع تعويلات كبيرة على تحقيق نتائج اجابية. بقيادة آلان بروست ونيجل مانسيل، فازت بستة جوائز كبرى.

## تطوير
سيارة فيراري 641 هو نموذج متطور جدا للنسخة الأخيرة التي شارك بها فيراري في بطولات 1989 والتي كانت معروفة باسم فيراري 640، تم العمل على التصميم الرائعة للسيارة من قبل جون بارنارد. كما اشرف على عملية تصميم سيارة فيراري 641 عبر المحدث من قبل مصمم ماكلارين السابق ستيف نيكولز بعد أن ترك بارنارد فريق فيراري للانضمام إلى فريق بينيتون، مع الانتهاء من عملية تطوير السيارة جاء الظهور الأول لها بمحرك V12 سعة 3.5 لتر، أولاً من النوع 036، ولاحقًا في سان مارينو مع 037 المحدث. تم تصنيف V12 عند 680 كبح حصاني (507 كـو؛ 689 PS) ، فقط بانخفاض طفيف على 690 كبح حصاني (515 كـو؛ 700 PS) محركات Honda V10 التي تستخدمها شركة McLaren ، ولكنها ليست مرنة أو جيدة في توصيل الطاقة من الزوايا البطيئة مثل محرك Honda أو Renault V10 الذي يستخدمه Williams أو Ford-Cosworth HB V8 المستخدم من قبل Benetton. على الرغم من محركها الأثقل، كان 641 من بين أفضل السيارات مناولة على الشبكة. أعلنت بروست أنها أفضل سيارة لهذا العام.
تعتبر سيارة فيراري 641 أيضًا أول سيارة فورمولا 1 مدعمة بنظام شديد التطوير تم تصميمه والعمل على تطويره للتحكم في الجر، وجاء الظهور الأول لهذه السيارة من خلال سباق الجائزة الكبرى البرتغالي عام 1990 في إستوريل؛ أقل من عامين قبل ظهور نظام التحكم في الجر لأول مرة في ويليامز FW14B الناجحة للغاية في نهاية المطاف. جلس فنيو فيراري يوم الثلاثاء بعد سباق الجائزة الكبرى الإيطالي في 11 سبتمبر، وطوروا نظامًا أوليًا للتحكم في الجر، ظهر لأول مرة في البرتغال بعد أقل من أسبوعين. كان النظام بسيطًا ومباشرًا نسبيًا؛ فقط باستخدام بعض البرامج ومستشعر سرعة العجلة.
بعد تطبيق فكرة دمج علبة التروس شبه الأوتوماتيكية التي التي بدأ العمل على مشروع تطويرها في الموسم السابق، لوحظ أن السيارة حصلت على تطور تقني غير مشهود من قبل. تمت إعادة صياغة الديناميكا الهوائية وأعطى الهيكل قاعدة عجلات أطول قليلاً من سابقتها ساهمت في تقديم العروض الرائعة. صمم نيكولز السيارة مع وضع أسلوب القيادة السلس لآلان بروست في الاعتبار. عمل Prost بجد على تحسين موثوقية علبة التروس وعمل أيضًا خلف الكواليس لتقريب فريق Ferrari بأكمله من بعضه البعض. تم اختبار نظام البوق المتغير على المحرك طوال الموسم ولكنه لم يصبح معدات قياسية.

## تاريخ السباق
أكبر نقلة قام بها فريق فيراري كانت التعاقد مع بروست من مكلارين ليصبح شريك نايجل مانسيل. سجلت السيارة ستة انتصارات في موسم 1990 (Prost Five و Mansell one).

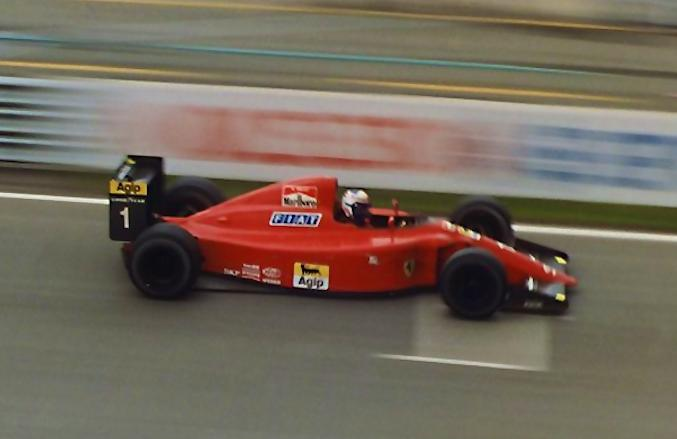
آلان بروست يقود سيارة 641 في سباق الجائزة الكبرى الكندي 1990.

سهل العمل على تطوير بروست في تحضير هيكل رائعة للسيارة المتطورة فيراري 641 حيث كان قادرا على ادخال السيارة بقوة كبيرة بسبب الاستمرارية التي يعمل بها والسرعة الخيالية التي يتميز بها، وحقق خمسة انتصارات، بما في ذلك انتصار رائع من المركز 13 على الشبكة في المكسيك، وتحدى خصمه أيرتون سينا للبطولة. في نفس السباق، تفوق مانسيل على جيرهارد بيرجر بحركة تمرير جريئة في ركن بيرالتادا المخيف. على الرغم من أن السيارة عانت أحيانًا في التصفيات، إلا أنها بدت وكأنها تتفوق على مكلارين في تقليم السباق، لا سيما في حلبات السرعة العالية. في سباق الجائزة الكبرى البريطاني، سيطر مانسيل على التصفيات بينما عانى بروست. بعد أن شعر أن سيارة مانسيل كانت أفضل من سيارته، أقنع الفريق بتبديل الهيكل قبل السباق، الذي فاز به بينما تقاعد مانسيل وأعلن على الفور تركه لهذه الرياضة. لكن التصادم الشهير بين بروست وسينا في سباق الجائزة الكبرى الياباني ختم بطولة السائقين لسينا وبطولة الصانعين لماكلارين. مع نهاية البطولة حل بروست وصيفا ولم ينجح في احتلال الصدارة، بينما حل مانسيل في المركز الخامس بعد أن نجح في تحقيق فوز واحد فقط، بما في ذلك الأداء الممتاز في آخر سباق له مع فيراري في أديلايد، حيث احتل المركز الثاني وكاد أن يفوز بهذا السباق من نيلسون بيكيت وسيارته بينيتون - فورد. سوف تمر سبع سنوات أخرى قبل أن ينافس فيراري على أي من البطولتين مرة أخرى.

## ما بعد الكارثة

### السرعة القصوى

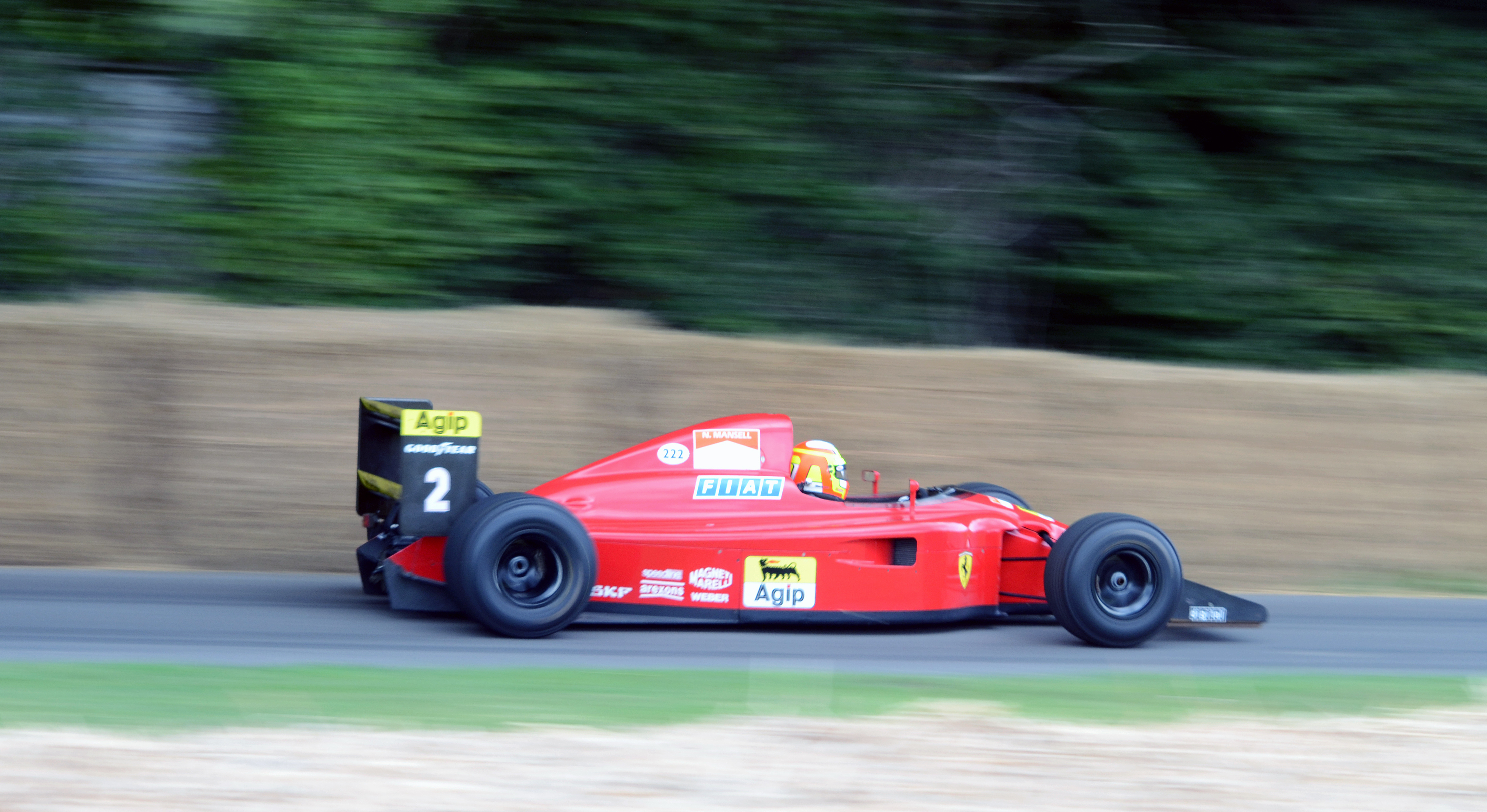
فيراري 641 في مهرجان جودوود للسرعة 2017

قاد تيف نيدل سيارة فيراري 641 على توب جير في عام 1995 في جزء حيث اختبر مضيفه المشارك جيريمي كلاركسون سيارة فيراري F50 كما أجرى سباق جر منفصل جاء ضد المتسابق نيدل في سيارة فيراري 641 وبعض المقارنات أيضًا لأن سيارة الطريق فيراري 50 تعتمد على السيارة الرائعة فيراري 641.

### في الثقافة الشعبية
شارك سيارة فيراري 641 في سباق Codemasters ' F1 2019 كمحتوى DLC لـ «إصدار Legends Edition» واللعبة الرائعة 2011 Test Drive: Ferrari Racing Legends و Forza Motorsport 7 .

## نتائج كاملة
(مفتاح) (النتائج بالخط العريض تشير إلى موضع القطب؛ النتائج بخط مائل تشير إلى اللفة التي سجلت أعلى سرعة)
| سنة  | فريق            | محرك                                            | الإطارات | السائقين            | 1                          | 2   | 3      | 4      | 5      | 6       | 7   | 8      | 9      | 10     | 11     | 12  | 13  | 14  | 15     | 16       | نقاط. | مجلس الكنائس العالمي |
| ---- | --------------- | ----------------------------------------------- | -------- | ------------------- | -------------------------- | --- | ------ | ------ | ------ | ------- | --- | ------ | ------ | ------ | ------ | --- | --- | --- | ------ | -------- | ----- | -------------------- |
| 1990 | سكوديريا فيراري | فيراري تيبو 036 </br> فيراري تيبو 037 </br> V12 | G        |                     | الولايات المتحدة الأمريكية | BRA | SMR    | MON    | يستطيع | المكسيك | FRA | GBR    | جير    | هون    | BEL    | ITA | POR | ESP | JPN    | أستراليا | 110   | الثاني               |
| 1990 | سكوديريا فيراري | فيراري تيبو 036 </br> فيراري تيبو 037 </br> V12 | G        | </img> آلان بروست   | متقاعد                     | 1   | 4      | متقاعد | 5      | 1       | 1   | 1      | 4      | متقاعد | 2      | 2   | 3   | 1   | متقاعد | 3        | 110   | الثاني               |
| 1990 | سكوديريا فيراري | فيراري تيبو 036 </br> فيراري تيبو 037 </br> V12 | G        | </img> نايجل مانسيل | متقاعد                     | 4   | متقاعد | متقاعد | 3      | 2       | 18  | متقاعد | متقاعد | 17     | متقاعد | 4   | 1   | 2   | متقاعد | 2        | 110   | الثاني               |

## سجل الهيكل
- 115 متحف الفن الحديث (الولايات المتحدة الأمريكية)
- 116 - أتلف في الاختبار
- 117- متحف فيراري (إيطاليا)
- 118 - مجموعة خاصة (ألمانيا)
- 119 - مجموعة خاصة (سويسرا)
- 120 - مجموعة خاصة (ألمانيا)
- 121 - مجموعة خاصة (المملكة المتحدة)